# Steve Leo Beleck
Steve Leo Beleck A'Beka (Yaundé, Camerún, 21 de febrero de 1993) es un futbolista camerunés que juega de delantero y milita en el FC Vevey United de la 1. Liga.
Es hijo del exfutbolista internacional camerunés Thomas Libiih.

## Selección nacional
Fue internacional con la selección de fútbol sub-17 de Camerún.

## Clubes
| Club                    | País       | Año           |
| ----------------------- | ---------- | ------------- |
| Panthrakikos            | Grecia     | 2009-2010     |
| Udinese Calcio          | Italia     | 2010-2014     |
| AEK Atenas cedido       | Grecia     | 2011          |
| Watford F. C. cedido    | Inglaterra | 2012          |
| Stevenage F. C. cedido  | Inglaterra | 2012          |
| RAEC Mons cedido        | Bélgica    | 2013          |
| ACF Fiorentina          | Italia     | 2014-2017     |
| F. C. Crotone cedido    | Italia     | 2014          |
| Mantova F. C. cedido    | Italia     | 2015          |
| CFR Cluj cedido         | Rumania    | 2015-2016     |
| Ümraniyespor cedido     | Turquía    | 2016-2017     |
| Balıkesirspor           | Turquía    | 2017-219      |
| F. C. Rieti             | Italia     | 2019-2020     |
| Calcio Catania          | Italia     | 2020          |
| F. C. Petrolul Ploiești | Rumania    | 2020-2021     |
| Yverdon-Sport F. C.     | Suiza      | 2021-2023     |
| FC Vevey United         | Suiza      | 2024-presente |